# Конде Фоли
Конде Фоли (фр. Condé-Folie) насеље је и општина у североисточној Француској у региону Пикардија, у департману Сома која припада префектури Амјен.
По подацима из 2011. године у општини је живело 915 становника, а густина насељености је износила 88,24 становника/km². Општина се простире на површини од 10,37 km². Налази се на средњој надморској висини од 14 метара (максималној 96 m, а минималној 7 m).

## Демографија
| 1962. | 1968. | 1975. | 1982. | 1990. | 1999. | 2011. |
| ----- | ----- | ----- | ----- | ----- | ----- | ----- |
| 875   | 904   | 798   | 778   | 798   | 816   | 915   |

График промене броја становника у току последњих година